# Zmienka górska
Zmienka górska (Cryptogramma crispa) – gatunek paproci należący do rodziny orliczkowatych (Pteridaceae). 

## Rozmieszczenie geograficzne
Gatunek arktyczno-alpejski, suboceaniczny. Występuje na Półwyspie Skandynawskim, w europejskich górach, na Wyspach Brytyjskich i Islandii. W Polsce występuje w Karkonoszach i Górach Izerskich na następujących stanowiskach: Wysoki Kamień, Śnieżne Kotły, Kocioł Łomniczki i Kotki.

## Morfologia
Roślina wieloletnia osiągająca wysokość 30 cm. Sporofit składa się z pełzającego kłącza z korzeniami, liści asymilacyjnych (trofofili) i nieco dłuższych liści zarodnionośnych (sporofili). Oba rodzaje liści są pierzastodzielne. Trofofile są 2-3 krotnie pierzaste, natomiast sporofile – 3-4 krotnie pierzaste.

## Biologia i ekologia
Bylina, hemikryptofit. Rośnie na ocienionych, wilgotnych piargach i w szczelinach skalnych. Preferuje granity, hornfelsy, bazalty i porfiry. Tworzy swój własny zespół Cryptogrammetum crispae. Zarodnikuje od lipca do września. Liczba chromosomów 2n=120.

## Zagrożenia i ochrona
Gatunek umieszczony w Polskiej Czerwonej Księdze Roślin z kategorią CR i na Czerwonej liście roślin i grzybów Polski (2006) z kategorią V. W wydaniu z 2016 roku otrzymał kategorię CR (krytycznie zagrożony).
Znajduje się także w czerwonych listach lub księgach Niemiec, Czech i Słowacji.
Roślina objęta w Polsce ścisłą ochroną gatunkową od 2004 roku.